# Tidans landskommun
Tidans landskommun var en tidigare kommun i dåvarande Skaraborgs län.

## Administrativ historik
I Götlunda och Vads landskommuner inrättades år 1937 Tidans municipalsamhälle. 
Vid kommunreformen 1952 bildades storkommunen Tidan genom sammanläggning av de tidigare kommunerna Vads landskommun, Flistads landskommun och Götlunda landskommun. 
Vid utgången av 1957 upplöstes Tidans municipalsamhälle. Kommunen upplöstes 1971 då dess område fördes till Skövde kommun.
Kommunkoden 1952-1970 var 1634.

### Kyrklig tillhörighet
I kyrkligt hänseende tillhörde kommunen församlingarna Flistad, Götlunda och Vad. Sedan 2002 omfattar Götlunda församling samma område som Tidans landskommun.

## Geografi
Tidans landskommun omfattade den 1 januari 1952 en areal av 75,88 km², varav 71,25 km² land.

### Tätorter i kommunen 1960
I Tidans landskommun fanns tätorten Tidan, som hade 956 invånare den 1 november 1960. Tätortsgraden i kommunen var då 43,0 procent.

## Politik

### Mandatfördelning i valen 1950-1966
| 12 |  | 12 | 4 |  |

| 29 |

| 14 | 2 | 9 | 5 |

| 27 |

| 12 | 11 | 4 | 3 |

| 27 |

| 13 | 12 | 3 | 2 |

| 27 |

| 12 | 13 | 3 | 2 |

| 26 |